# 패럴림픽 상징
패럴림픽 상징(영어: Paralympic symbols)은 국제 패럴림픽 위원회(IPC)에서 패럴림픽을 상징하기 위해 지정한 것이다.

## 엠블럼
패럴림픽의 엠블럼은 아지토스(Agitos)라고도 부르며, 라틴어로 '나는 움직인다'라는 뜻을 가지고 있다. 즉, 다시 말해서 장애를 극복하고 패럴림픽에 나선 선수들의 열정과 투지를 나타낸다. 패럴림픽 엠블럼에 쓰인 3개의 색상은 전 세계 국기에서 많이 쓰인 색상에서 뽑아냈으며, 휘장의 모양은 하나의 중심을 향하고 있는 모습을 나타내어 전 세계 선수들의 화합을 의미한다.
패럴림픽의 엠블럼은 대한민국 서울에서 열린 1988년 하계 패럴림픽에서 쓰인 패럴림픽 엠블럼을 그대로 채택한 것에서 유래되었으며, 이는 올림픽 상징과 태극 문양의 파(巴)에서 유래되었다. 디자이너는 성낙훈(1956~1985)이다. 1994년부터 엠블럼이 녹색, 적색, 청색의 3개의 태극 문양 형태로 교체되었으며, 2004년부터 기존의 엠블럼에서 사용된 색깔을 그대로 이어서 사용한 현재의 엠블럼으로 변경되었다. 이후 2019년에 현재의 모양을 유지한 채로 새롭게 리뉴얼하였다.

### 엠블럼 변천사
|                                            |
| 1988년부터 1994년까지 쓰인 패럴림픽 엠블럼 |

|                                            |
| 1994년부터 2004년까지 쓰인 패럴림픽 엠블럼 |

|                                            |
| 2004년부터 2019년까지 쓰인 패럴림픽 엠블럼 |

|                                          |
| 2019년부터 사용하고 있는 패럴림픽 엠블럼 |

## 패럴림픽기

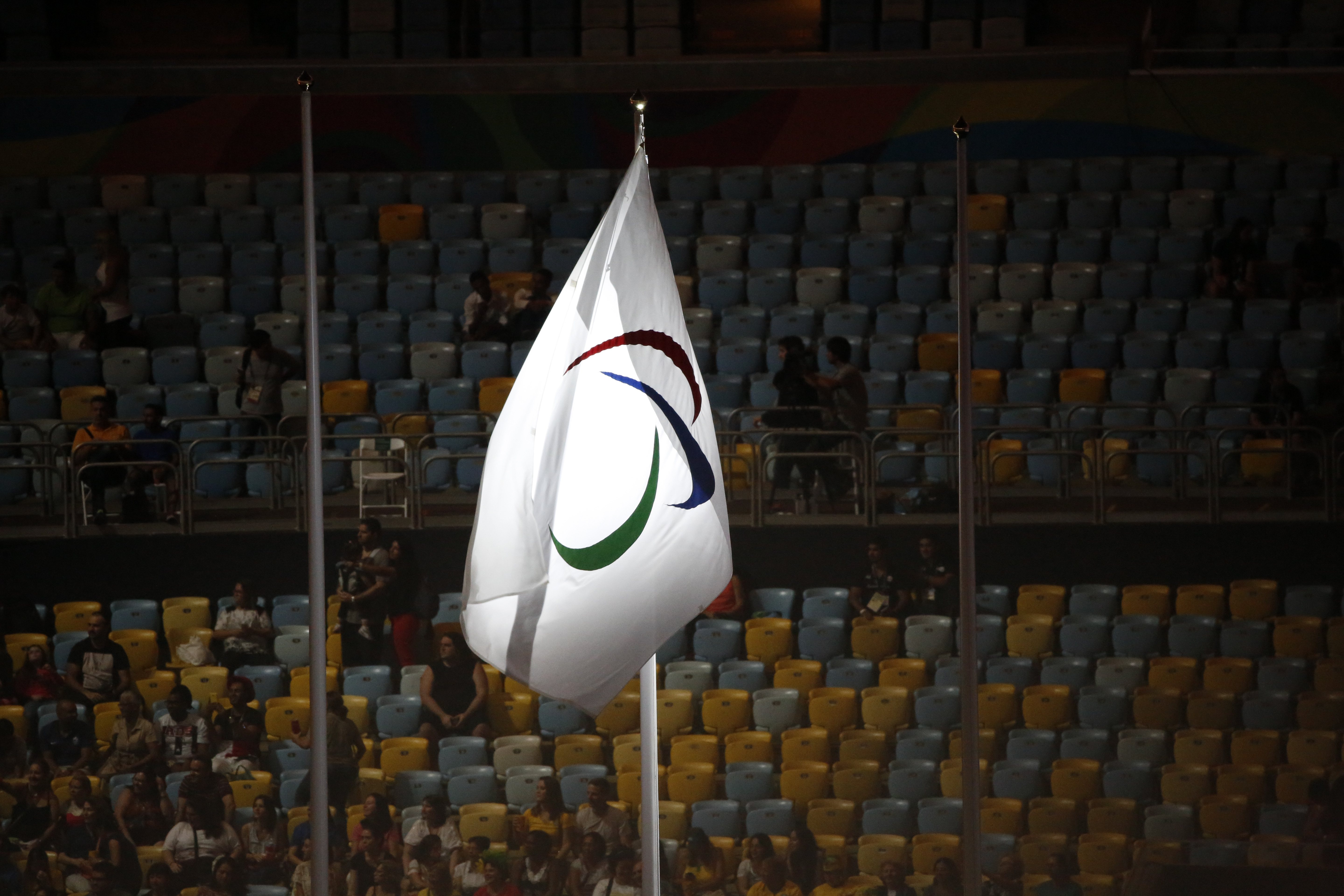
2016년 하계 패럴림픽 폐막식 당시 게양된 패럴림픽기

패럴림픽기는 패럴림픽을 상징하는 기이며, 패럴림픽 대회 기간 동안 게양된다. 패럴림픽기도 올림픽기와 마찬가지로 폐막식 때 차기 개최 도시에 넘겨주며, 개인 자격으로 참가하는 등 특수한 경우에는 국기를 대신하여 사용하기도 한다.

### 패럴림픽기 변천사
|                                         |
| 1988년부터 1994년까지 사용된 패럴림픽기 |

|                                         |
| 1994년부터 2004년까지 사용된 패럴림픽기 |

|                                         |
| 2004년부터 2010년까지 사용된 패럴림픽기 |

|                                         |
| 2010년부터 2019년까지 사용된 패럴림픽기 |

|                                              |
| 2019년부터 현재까지 사용하고 있는 패럴림픽기 |

## 패럴림픽 찬가
패럴림픽 찬가인 〈미래의 찬가〉(프랑스어: Hymne de l’Avenir)는 티에리 다르니스(Thierry Darnis)가 작곡하였으며, 올림픽 찬가와 마찬가지로 개·폐회식에서 깃발이 게양될 때 연주된다. 1996년에 국제 패럴림픽 위원회에서 승인되었다.

## 패럴림픽 마스코트
패럴림픽 마스코트는 1980년 하계 패럴림픽부터 사용되기 시작했다.

## 패럴림픽 선서
패럴림픽 선서는 올림픽 선서와 마찬가지로 각 패럴림픽의 개막식에서 패럴림픽에 참가하는 선수들 중 대표하는 한 선수와 공식 올림픽 심판 중 한 명, 공식 선수단의 코치 중 한 명이 하는 엄숙한 약속이다.
선수의 선서는 다음과 같다.
나는 패럴림픽 대회에 관한 규칙을 존중하고 이를 준수하면서 스포츠의 영광과 팀의 명예를 위하여 도핑과 약물 투여를 하지 않고 진정한 스포츠맨십의 정신으로 대회에 참가할 것을 모든 선수의 이름으로 서약합니다.
In the name of all the competitors, I promise that we shall take part in these Paralympic Games, respecting and abiding by the rules which govern them, committing ourselves to a sport without doping and without drugs, in the true spirit of sportsmanship, for the glory of sport and the honour of our teams.

주최국 출신의 심판은 패럴림픽기를 들며 약간 다른 선서를 읽어야 한다.
나는 본 패럴림픽 대회에서 올림픽에 관한 저반 규칙을 존중하고 준수하면서 진정한 스포츠맨십의 정신으로 공평무사하게 직무를 수행할 것을 모든 심판의 이름으로 서약합니다.
In the name of all the judges and officials, I promise that we shall officiate in these Paralympic Games with complete impartiality, respecting and abiding by the rules which govern them in the true spirit of sportsmanship.

주최국 출신의 코치도 심판과 마찬가지로 약간 다른 선서를 읽어야 한다.
나는 패럴림픽에 관한 근본 규칙에 따라 스포츠맨십과 페어플레이의 정신을 완전히 동반하고 유지하면서 헌신할 것을 모든 코치와 수행단의 이름으로 서약합니다.
In the name of all coaches and other members of the athletes entourage, I promise that we shall commit ourselves to ensuring that the spirit of sportsmanship and fair play is fully adhered to and upheld in accordance with the fundamental principles of the Paralympic movement.

## 같이 보기
- 올림픽 상징